# Stylops vandykei
Stylops vandykei är en insektsart som beskrevs av Richard Mitchell Bohart 1936. Stylops vandykei ingår i släktet Stylops och familjen stekelvridvingar. Inga underarter finns listade i Catalogue of Life.